# Mikołaj Bogusław Zenowicz
Mikołaj Bogusław Zenowicz (Zienowicz; zm. 7 września 1621) – starosta czeczerski i propojski od 1614, kasztelan połocki od 1618. Początkowo kalwin, po 1620 r. przeszedł na katolicyzm. Zmarł w wyniku ran w czasie oblężenia Chocimia podczas wojny z Turcją. Ostatni męski przedstawiciel głównej linii Zenowiczów.
15 czerwca 1606 roku podpisał uniwersał zjazdu pod Lublinem, który przygotował rokosz Zebrzydowskiego.